# Anne Beaufour
Anne Beaufour, née le 8 août 1963 à Neuilly-sur-Seine (Hauts-de-Seine), est une milliardaire française.

## Biographie
Anne Beaufour naît le 8 août 1963 à Neuilly-sur-Seine, dans les Hauts-de-Seine. Elle est la fille d'Albert Beaufour et la petite-fille du Dr Henri Beaufour, fondateur des Laboratoires Beaufour (devenus le groupe Ipsen) à Dreux en 1929. 
Elle est titulaire d'une licence de géologie de l'université de Paris-Sud. Elle se marie en 1999 à Michel Audibert.
Lorsque son père Albert Beaufour meurt en 2000, elle hérite d'une part de sa fortune. La famille a recours à des trusts, qui ont notamment servi pour organiser la succession, dans un but d'évasion fiscale à l'aide de sociétés basées aux Bermudes,,. Les 76 % du capital détenu par la famille sont alors divisés entre les trois frères et sœurs. L'une des filles, Véronique Beaufour vend sa part, représentant 6 % du capital. Anne et son frère Henri Beaufour contrôlent ainsi 57 % du groupe Ipsen, et siègent tous les deux à son conseil d'administration, depuis 2005.
Leur part dans Ipsen est de 52 % en 2020, puis de 56 % en 2021. Ils détiennent la majorité de ces part de l'entreprise par le biais d’un montage juridique structuré autour d’une holding luxembourgeoise, Mayroy SA, dont le capital est détenu par d’autres sociétés du même pays.
Elle vit à Clarens, dans le canton de Vaud en Suisse, où elle est fiscalement domiciliée.

## Fortune
En 2020, sa fortune est évaluée entre 2 et 3,2 milliards d'euros par les magazines Forbes, Challenges et Capital, ce qui fait d'elle la 1990ème fortune mondiale selon Forbes et l'une des plus importantes fortunes françaises.